# Peckham
Peckham is een wijk in het Londense bestuurlijke gebied Southwark, in de regio Groot-Londen.

## Geboren in Peckham
- John Howard Taylor (1861–1925), zeiler
- John Middleton Murry (1889-1957), schrijver, journalist en criticus
- Vic Elford (1935-2022), autocoureur
- Alan Lancaster (1949-2021), bassist en zanger van de groep Status Quo
- Rio Ferdinand (1978), voetballer
- Anton Ferdinand (1985), voetballer